# Tour d'Al Zubarah
Le Tour d'Al Zubarah est une course cycliste par étapes organisée depuis 2013. Elle se déroule chaque année au Qatar. 

## Palmarès
| Année | Vainqueur      | Deuxième      | Troisième     |
| ----- | -------------- | ------------- | ------------- |
| 2013  | Yousif Mirza   | Martin Weiss  | Kristjan Fajt |
| 2014  | Azzedine Lagab | Kristjan Fajt | Martin Weiss  |
| 2015  | Maher Hasnaoui | Eugen Wacker  | Naser Rezavi  |